# Злое
«Злое» (англ. Malignant; дословно — «Злокачественная») — американский фильм ужасов 2021 года режиссёра Джеймса Вана. Сценарий, написанный Акелой Купер и Джеем Ти Петти, основан на оригинальной идее Вана и Ингрид Бису. Главную роль исполнила Аннабелль Уоллис. 
Мировая премьера фильма состоялась 1 сентября 2021 года в Бельгии, Египте и Франции. В США кинолента была выпущена 10 сентября 2021 года одновременно в кинотеатрах и на стриминговом сервисе HBO Max, в России — днём раньше.

## Сюжет
В 1993 году, в психиатрической больнице «Симион», доктор Флоренс Уивер вместе со своими коллегами Виктором Филдсом и Джоном Грегори занимается лечением особенного пациента Гэбриела, умеющего управлять электричеством и транслировать свои мысли через динамики. Однажды ночью Гэбриел начинает буйствовать и убивает нескольких сотрудников клиники.
Двадцать семь лет спустя Мэдисон Митчелл, беременная жительница Сиэтла, возвращается домой к своему мужу Дереку. Во время ссоры Дерек разбивает до крови голову Мэдисон о стену, после чего она запирается в спальне и засыпает. Ей снится сон, в котором неизвестный мужчина входит в их дом и жестоко убивает Дерека. Мэдисон просыпается, и, обнаружив тело Дерека, понимает, что её сон воплотился в реальность. Находящийся в доме убийца нападает на неё, и Мэдисон теряет сознание.
На следующее утро Мэдисон просыпается в больнице и узнаёт от своей сестры Сидни, что у неё случился выкидыш. Девушку навещает детектив Кекоа Шоу, ведущий расследование инцидента. Спустя две недели Мэдисон возвращается домой, однако вскоре она начинает замечать странные и пугающие явления, такие как мерцающий свет и электропомехи радио. Следующим днём Мэдди рассказывает навестившей её Сидни, что была удочерена в восемь лет, при этом она ничего не помнит о своей предыдущей жизни. Тем временем убийца похищает женщину, проводящую тур по подземному Сиэтлу, и держит её в плену на чердаке. У Мэдисон случается видение, где тот же неизвестный закалывает насмерть доктора Уивер.
В ходе расследования Шоу и его напарница Реджина Мосс обнаруживают в доме доктора фотографию юной Мэдисон и приходят к выводу, что Уивер специализировалась на детской реконструктивной хирургии. Мэдисон и Сидни обращаются в полицию после нового видения девушки, в котором преступник убивает доктора Филдса. Убийца звонит Мэдди, и в ходе разговора представляется Гэбриелом. Сёстры приезжают к своей матери, и выясняют, что Гэбриел мог быть как воображаемым другом детства Мэдисон, так и кем-то, кого она знала до удочерения. Шоу находит связь между докторами и Мэдисон, и впоследствии обнаруживает труп Грегори.
Шоу и Мосс приглашают в дом Мэдисон психиатрического гипнотерапевта для восстановления воспоминаний героини. Та вспоминает своё настоящее имя — Эмили Мэй, и то, как она едва не убила ещё не родившуюся Сидни по инициативе Гэбриела. Также выясняется, что Эмили забыла о Гэбриеле после рождения Сидни. По окончании сеанса с чердака дома Мэдди неожиданно падает похищенная женщина, и девушку арестовывают по подозрению в убийствах. Заложницей оказывается Серена Мэй, биологическая мать Мэдисон. 
Сидни посещает ныне заброшенную больницу «Симион» и выясняет, что Гэбриел — паразитический брат-близнец Эмили, живущий в её теле в виде тератомы и имеющий с ней общую центральную нервную систему. В детстве Эмили он рос из её спины как недоразвитый ребёнок. Уивер прооперировала Эмили и удалила всю опухоль, кроме мозга. Всё это время он находился в спячке, однако пробудился после удара Мэдисон головой о стену. Таким образом Гэбриел стал появляться из затылка Мэдисон и управлять её телом в обратном направлении, что объясняет неестественные движения убийцы и перевёрнутые отпечатки пальцев на местах его преступлений.
Гэбриел берёт полный контроль над Мэдисон, находящейся в камере предварительного заключения, и убивает со сверхчеловеческой силой всех заключённых и полицейских, а затем отправляется в больницу, где находится Серена. Сидни и Шоу перехватывают Гэбриела, но тот наносит им тяжёлые увечья. Раненая Сидни сообщает Мэдисон, что он является причиной её выкидышей, поскольку питался эмбрионами для поддержания своей жизни. Гэбриел же собирается убить Сидни, поскольку она заменила его в жизни Мэдисон. Девушка приходит в чувство и переносит себя с Гэбриелом в ментальное пространство, где запирает его за решёткой.
Мэдисон возвращается в больницу, полностью контролируя своё тело, и освобождает прижатую к стене больничной койкой Сидни. Девушки обнимаются, и Мэдисон говорит, что всегда будет любить Сидни как родную сестру. Серена счастливо наблюдает за ними, в то время как раздаётся слабое электрическое гудение, сопровождавшее появление Гэбриела.

## В ролях
- Аннабелль Уоллис — Мэдисон «Мэдди» Митчелл / Эмили Мэй
  - Маккенна Грейс — юная Мэдисон «Мэдди» Митчелл
- Мэдди Хассон — Сидни Лэйк
- Джордж Янг — детектив Кекоа Шоу
- Мишоль Бриана Уайт — детектив Реджина Мосс
- Марина Мазепа — Гэбриел
  - Рэй Чейз — Гэбриел (голос)
- Сюзанна Томпсон — Жанна Лэйк
- Джин Луиза Келли — Серена Мэй
  - Мэдисон Вульф — юная Серена Мэй
- Джейк Абель — Дерек Митчелл
- Жаклин Маккензи — доктор Флоренс Уивер
- Кристиан Клименсон — доктор Виктор Филдс
- Амир Абулела — доктор Джон Грегори
- Ингрид Бису — судмедэксперт Винни
- Дэн Рамос — офицер Баско
- Пола Маршалл — гипнотерапевт Беверли
- Энди Бин — Фрэнк Лэйк
- Зои Белл — Скорпион

## Производство
В июле 2019 года было объявлено, что Джеймс Ван станет режиссёром фильма по сценарию Акелы Купера и Дж. Т. Петти, основанному на оригинальной истории, которую он написал вместе с Ингрид Бису. Кроме того, Ван выступит в качестве продюсера вместе с Майклом Клиром. В сентябре этого же года Ван объявил официальное название проекта — «Злое», а сайт Bloody Disgusting сообщил, что фильм будет снят в жанре джалло.
24 октября 2019 года Ван уточнил, что фильм не основан на его графическом романе «Злокачественный человек», заявив: «Это определённо не фильм о супергерое. „Злое“ — это оригинальный триллер, не основанный на каком-либо первоисточнике». По словам Вана, его фильм создавался под влиянием итальянского режиссёра фильмов джалло Дарио Ардженто, особенно его работ «Тенебра» (1982), «Феномен» (1985) и «Травма» (1993). Персонаж Гэбриел был вдохновлён городской легендой об Эдварде Мордейке.
В августе 2019 года к фильму присоединились Аннабелль Уоллис, Джордж Янг и Джейк Абель. В сентябре 2019 года в актёрский состав были добавлены Мэдди Хассон, Мишоль Бриана Уайт и Жаклин Маккензи, а в марте 2020 года — Маккенна Грейс.
Производство началось 24 сентября 2019 года в Лос-Анджелесе и завершилось 8 декабря.

## Выпуск
В США первоначальный выпуск фильма был намечен на 14 августа 2020 года. Однако в марте 2020 года из-за пандемии COVID-19 он был временно исключён из графика релизов. В январе 2021 года стало известно, что фильм выйдет в сентябре одновременно в кинотеатрах и на стриминг-платформе HBO Max. Мировая премьера состоялась 1 сентября 2021 года в Бельгии, Египте и Франции.

## Оценки
Фильм получил смешанно-положительные отзывы критиков, набрав 77 % на агрегаторе Rotten Tomatoes и 51 балл из 100 на сайте Metacritic. Зрители, опрошенные сайтом CinemaScore, поставили фильму среднюю оценку C по шкале от A+ до F. PostTrak сообщил, что 59 % зрителей положительно восприняли фильм, а 38 % «определённо рекомендуют его».
Джош Милликан из Dread Central внёс «Злое» в собственный список лучших фильмов ужасов года, похвалив «смелую» и «противоречивую» работу Вана, а также положительно отозвавшись о «выдающемся» актёрском составе картины. Меган Наварро из Bloody Disgusting поставила фильму 3,5 балла из 5 и назвала его «смешным, эпатажным и взрывным». Майкл Джинголд из Rue Morgue посчитал, что, несмотря на преобладание в фильме «заряда энергии WTF», его сюжет неправдоподобен, поскольку «слишком часто трудно сказать, действительно ли Ван и Ко. шутит или нет». Из актёрского состава Джинголд счёл Маккенну Грейс и Мэдисон Вульф «наиболее убедительными». Критик А. А. Дауд из The A.V. Club поставил фильму оценку B, сравнив его со «Зловещими мертвецами» Сэма Рэйми и охарактеризовав как «безумный психодраматический фестиваль ужасов, и тут и там переходящий в кровавое веселье».
Фрэнк Шек из The Hollywood Reporter раскритиковал «Злое» за отсутствие юмора или иронии, и что из-за прямолинейности сюжета «зрители обнаружат, что смеются не вместе с фильмом, а над ним». Линдси Бар из Associated Press, как и Шек, отрицательно оценила недостаток юмора, а также клишированность сценария и персонажей. Саймон Абрамс из RogerEbert.com в своей рецензии был более категоричен, назвав слабейшими сторонами фильма режиссуру Вана и «убогий» сюжет. Саму киноленту критик описал как «хоррор, который настолько же длинный, насколько и не впечатляет».
Некоторые критики предположили, что фильм изначально задумывался Джеймсом Ваном как пародия или даже самопародия. Иэн Линн из Study Breaks писал, что в «Злом» заимствованы элементы из предыдущих работ Вана «Заклятие» и «Астрал» (терроризируемые призраками семьи, причудливые дома), которые доведены «до такой степени, что становится трудно увидеть в них что-то иное, кроме как преднамеренную самопародию» . Гергей Херпаи из theGeek также отметил отсылки Вана к своим прошлым фильмам и наличие в «Злом» многочисленных карикатур — от дуэта детективов, схожих с Дэнни Пино и Трейси Томс из сериала «Детектив Раш», до разработки сценария, напоминающего «Пилу». Помимо этого, Херпаи обратил внимание, что Ван намеренно использовал такие приёмы заигрывания со зрителем, как субъективная съёмка и определённые ракурсы камеры.